# Lêmure-preto-de-olho-azul
Lêmure-preto-de-olho-azul (Eulemur flavifrons) é uma espécie de lêmure, antes considerada subespécie de Eulemur macaco. Pode atingir um comprimento de corpo de 39-45 cm, o comprimento da cauda de 51-65 cm com peso de 1,8-1,9 kg. É um primatas, que tem mãos fortes assim como as palmas como um ser humano, que tem uma textura emborrachada para dar-lhe um aperto firme em ramos. Sua cauda é mais longa do que o seu corpo e não preênsil.
Machos são negros, com os cabelos tingidos, às vezes marrom e tons parecidos com bronzeados. As fêmeas são marrom-avermelhado com o seu contorno inferior e do seu rosto um leve bronzeado. Eles têm um focinho marrom escuro ou cinza e as costas das suas mãos e os pés são uma cor semelhante ao negro. Ambos os sexos têm os olhos azuis, daí o nome comum, e é um dos únicos primatas não humanos de forma consistente que tem olhos azuis. Os olhos podem variar na cor de azul chocante, uma cor de céu, ou um suave cinza-azul.
Embora a Lêmure-negro-de-olho-azul (E. flavifrons) e o Lêmure-negro (E. macaco) sejam semelhantes, eles podem ser diferenciados pelos olhos azuis e falta de tufos desta subespécie, enquanto E. m. Macaco, que é laranja, tem olhos vermelhos e cabelos espetados na bochecha. Na reserva especial Manongarivo, onde o intervalo de duas subespécies se sobrepõem, não há relato de  hibridação entre as duas subespécies, mas a prole resultante sempre tem olhos cor de laranja.

## Comportamento

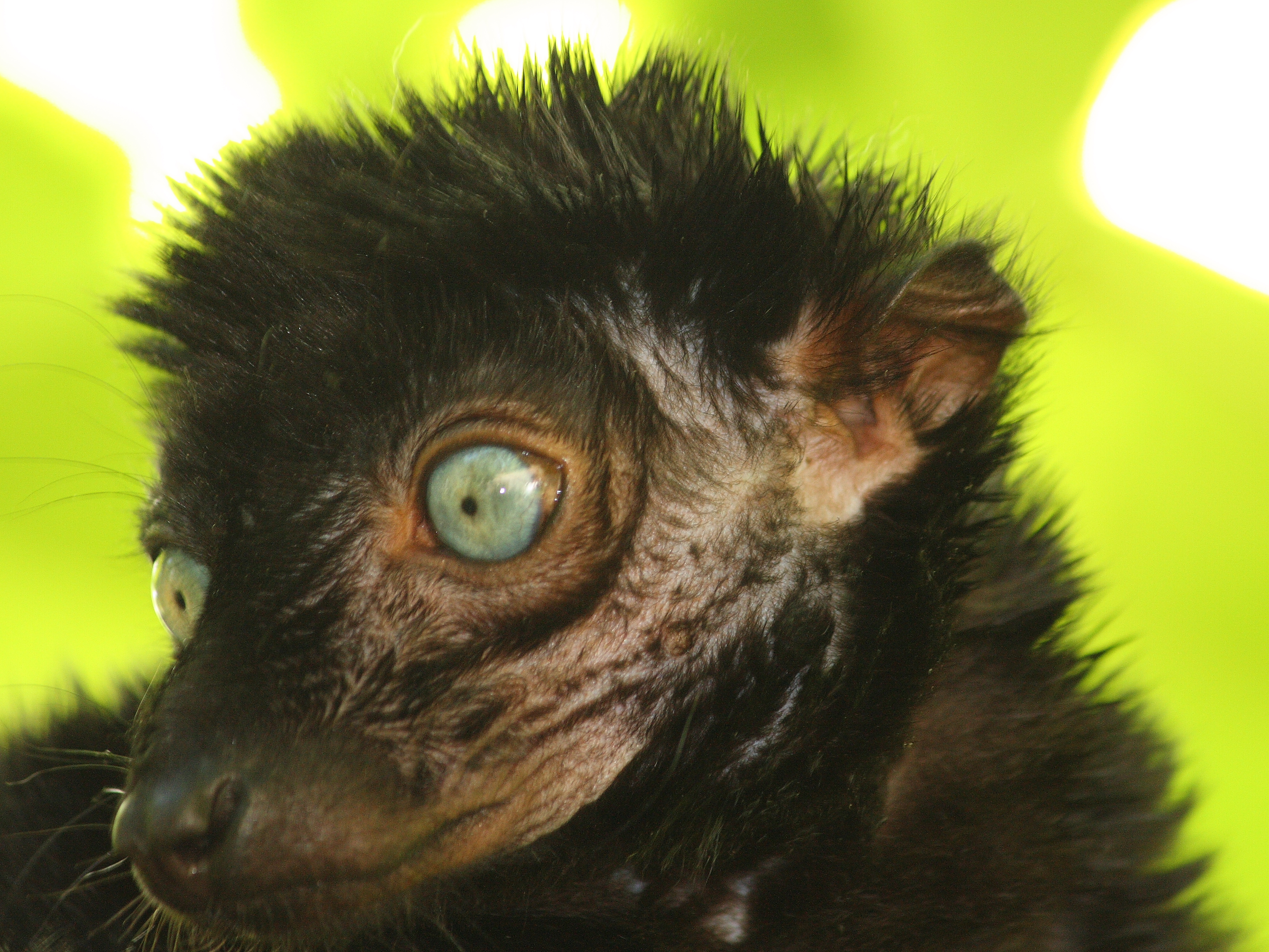
Detalhe nos olhos azuis do Lêmure-preto-de-olho-azul

Este lêmure não tem sido intensamente estudado no estado selvagem, mas é conhecido por ser bastante social. Grupo variam com números de 2-15 indivíduos observados, embora 7-10 indivíduos são mais comuns. As fêmeas são dominantes como na maioria das espécies de lêmures, e normalmente há mais homens que mulheres em cada grupo social. O Lêmure-preto-de-olho-azul é políginas. As fêmeas dão à luz um ou dois filhotes em junho ou julho, após uma gestação de 120 a 129 dias. Os jovens são desmamados após cerca de 5-6 meses, e atingem a maturidade em cerca de 2 anos de idade. Pode viver entre 15-30 anos em cativeiro, com poucos dados registrados sobre sua longevidade no mundo selvagem. Ele demonstra um padrão ativo de vida por estar desperto esporadicamente durante todo o dia. As atividades ocasionais noturnas são também viáveis por haver a luz do luar.
O Lêmure-preto-de-olho-azul comunica com aroma de secreções glandulares, vocalizações, e talvez algumas expressões faciais. A marcação do local com secreções é um importante meio de comunicação como a maioria das espécies de lêmure. Ambos os sexos marcam em árvores com glândulas genitais, enquanto os machos marcam também usando o pulso e as glândulas da palma por fricção e  por torcê-las contra as folhas, galhos ou ramos. Os machos também usar uma glândula odorífera no topo de sua cabeça para marcar, abaixando a cabeça e esfregando em rápidos movimentos de deslizamento.
Pouco se sabe das suas vocalizações, mas observou-se fazer uma variedade de grunidos, silvos e cliques. Os machos são conhecidos por fazer um barulho grave quando angustiado.
O Lêmure-preto-de-olho-azul não é uma subespécie muito agressiva. Não há brigas frequentes entre os membros da tropa, especialmente durante as épocas de reprodução e do parto. Em cativeiro, foi observado apenas lêmures matar filhotes de outras lêmures que não são da família ou do grupo, uma tipo de disputa, porém este comportamento é raro, sendo dificilmente frequente.

## Dieta e importância ambiental

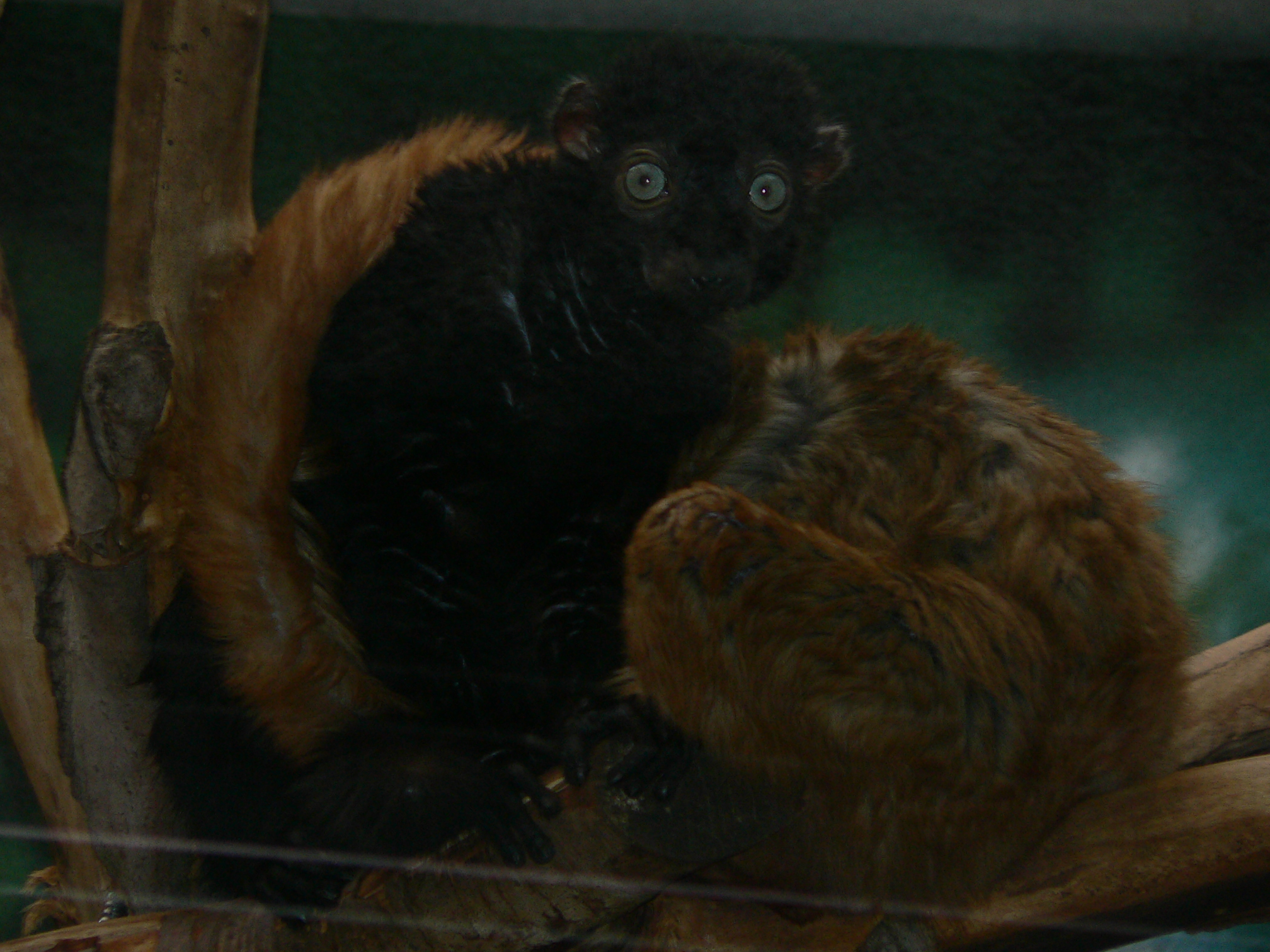
O lêmure de olho azul em um Zoológico nos Estados Unidos

Fruta e néctar compõem a maior parte da dieta deste lêmure. Durante a estação seca, quando a comida é escassa, pode comer folhas, sementes e frutos e, raramente, insetos. Também pode invadir campos agrícolas para comer o tipo de cultura plantado neste local, o que causa prejuízos aos agricultores que acabam matando estes lêmures quando invadem os campos.
A Lemur-preto-de-olho-azul ajuda a propagar plantas florestais. Eles não digerem as sementes das frutas que comem, o que faz espalhar as sementes de mais de 50 espécies de plantas diferentes (depositado em uma pilha de adubo fresco), e algumas plantas podem ter evoluído especificamente para serem dispersas por este lêmure. O Lêmure-preto-de-olho-azul também poliniza diversas plantas, enquanto ele come o néctar e pólen das flores das plantas.

## Habitat

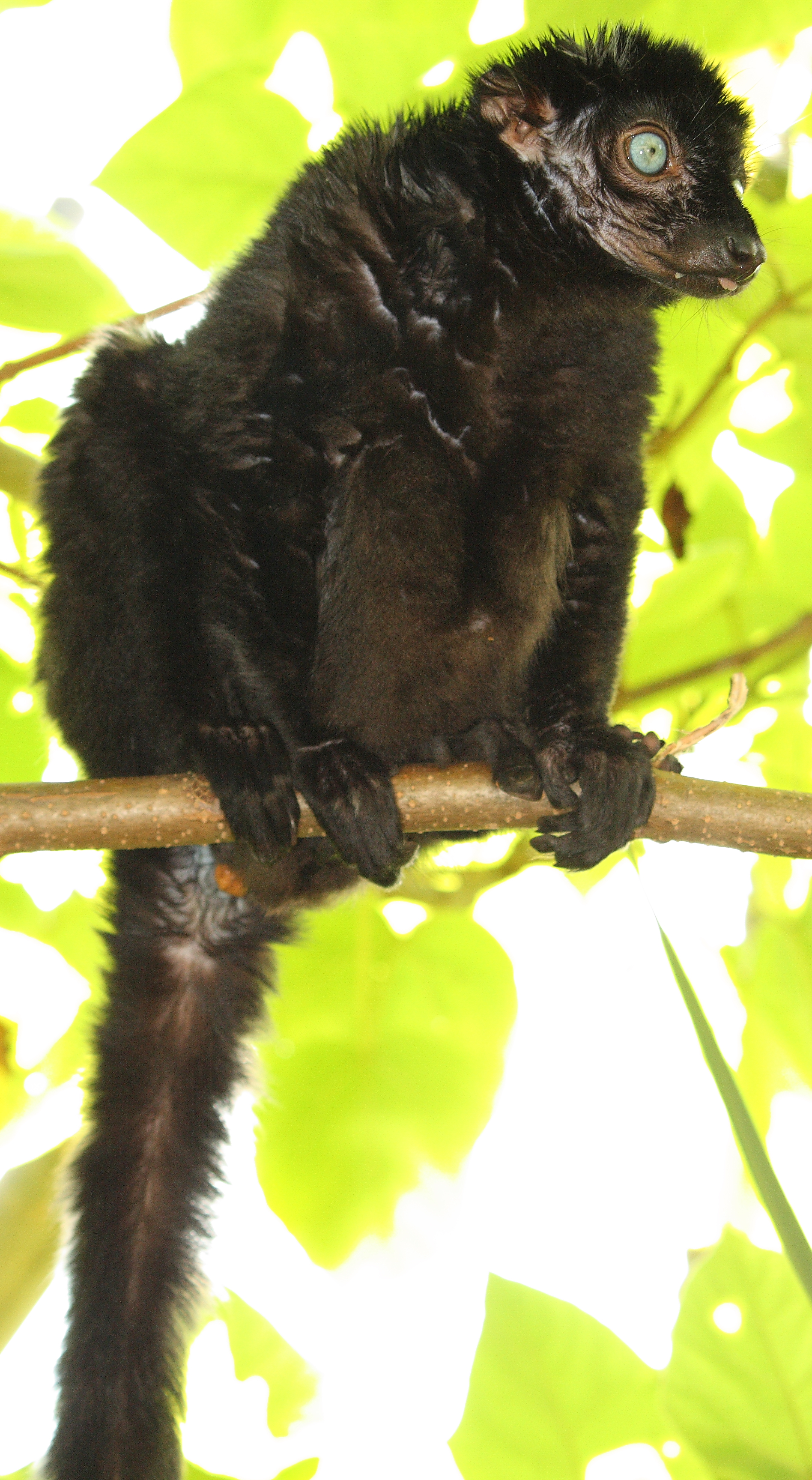
Lêmure-preto-de-olho-azul em uma árvore, com destaque em seus olhos

O Lêmure-preto-de-olho-azul habita florestas sub-tropicais úmidas primárias e secundárias  e florestas secas na ponta noroeste da Madagascar. Seu alcance se estende desde o rio Andranomalaza no norte, ao rio Maevarano no sul. Algumas áreas onde ele pode ser facilmente visto são nas florestas ao sul de Maromandia perto de Antananarivo e Antsiranana. Também pode ser visto nos fragmentos florestais remanescentes da Península Sahamalaza, como a floresta Ankarafa. Infelizmente, eles não são encontrado em qualquer florestas protegidas na ilha.

## Conservação
Os seres humanos têm reduzido quase a totalidade do habitat desta subespécie a terra de fazenda clara. Como resultado, o Lêmure-preto-de-olho-azul está quase extinta na natureza. O Lemur-preto-de-olho-azul subespécie está listada no apêndice I do CITES, e esta em perigo crítico. Somente 1.000 indivíduos são atualmente presentes na natureza, com a principal razão por haver cortes e queimas, destruição do habitat, e também a caça destes animais. A carne deste animal é vendida na China como aperitivo.